# 46917 Rogercayrel
46917 Rogercayrel este o planetă minoră (asteroid), cu un diametru de 2,735 km, din centura de asteroizi. A fost descoperită pe 16 septembrie 1998 la Caussols de OCA-DLR Asteroid Survey⁠(d). 
Obiectul prezintă o orbită caracterizată de o semiaxă mare de 2,5266814615499 UAi, o excentricitate de 0,24273284990272, o înclinație de 4,3037209594996 ° în raport cu ecliptica.